# Twisted Forever: A Tribute to the Legendary
Twisted Forever: A Tribute to the Legendary è un album tributo dedicato ai Twisted Sister, realizzato nel 2001 per l'etichetta Koch Records.

## Tracce
1. Lit - I Wanna Rock 3:10
2. Motörhead - Shoot 'Em Down 3:55
3. Nashville Pussy - The Kids Are Back 3:20
4. Nine Days - The Price 3:57
5. Chuck D - Wake Up The Sleeping Giant 3:42
6. Anthrax - Destroyer 4:35
7. Overkill - Under The Blade 4:33
8. Cradle of Filth - The Fire Still Burns 4:08
9. Vision of Disorder - Don't Let Me Down 3:35
10. The Step Kings - Burn In Hell 3:56
11. Fu Manchu - Ride To Live (Live To Ride) 5:51
12. Joan Jett - We're Not Gonna Take It 4:12
13. Sebastian Bach - You Can't Stop Rock 'N Roll 4:46
14. Hammerfall - We're Gonna Make It 3:36
15. Sevendust - I Am (I'm Me) 2:34
16. Twisted Sister - Sin City 4:34 (AC/DC cover)